# Занкт-Аннен
Занкт-Аннен (нім. Sankt Annen, «свята Анна») — громада в Німеччині, розташована в землі Шлезвіг-Гольштейн. Входить до складу району Дітмаршен. Складова частина об'єднання громад КЛГ-Айдер. Покровителька — свята Анна.
Площа — 14,87 км2. Населення становить 325 ос. (станом на 31 грудня 2020).

## Галерея

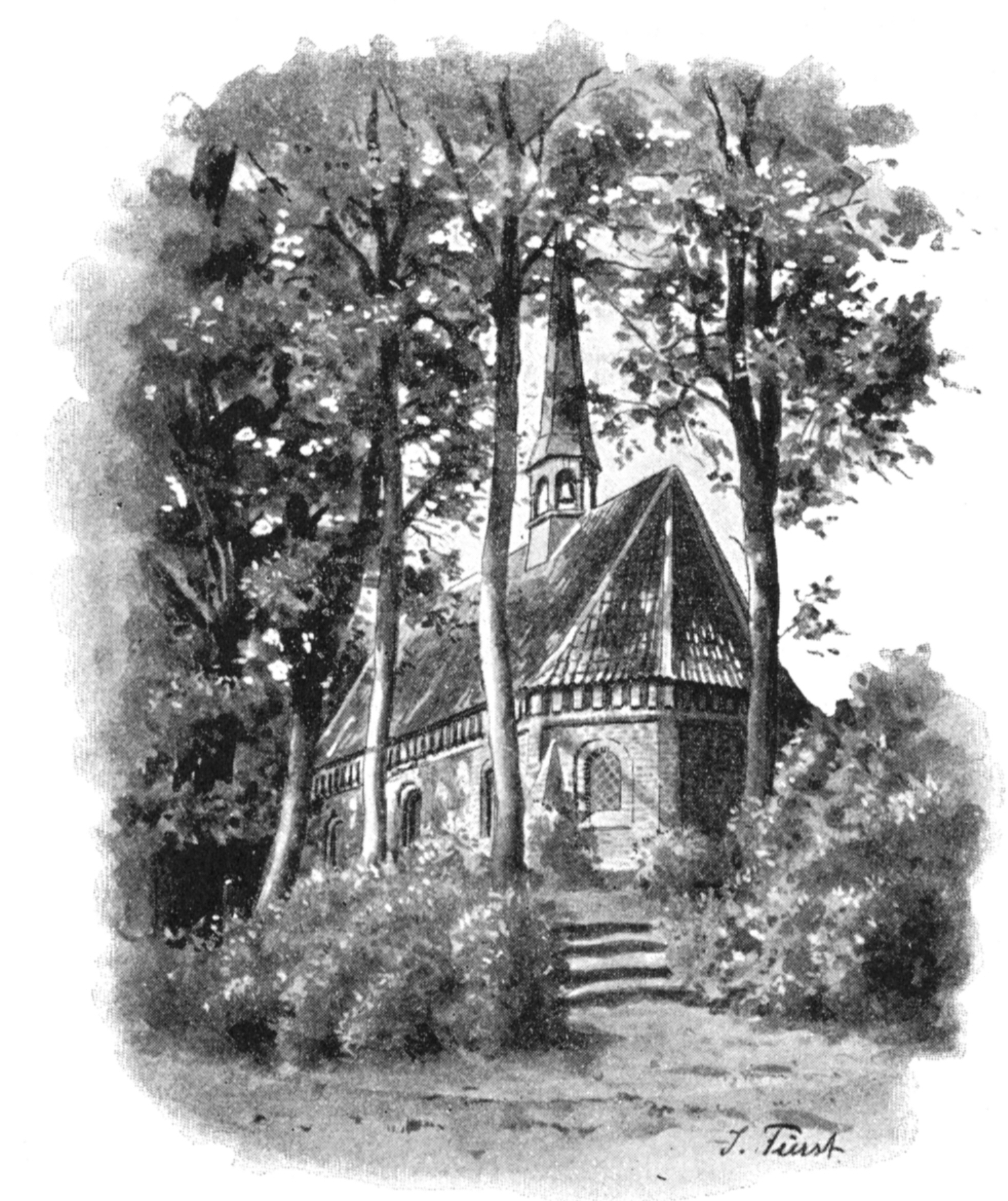
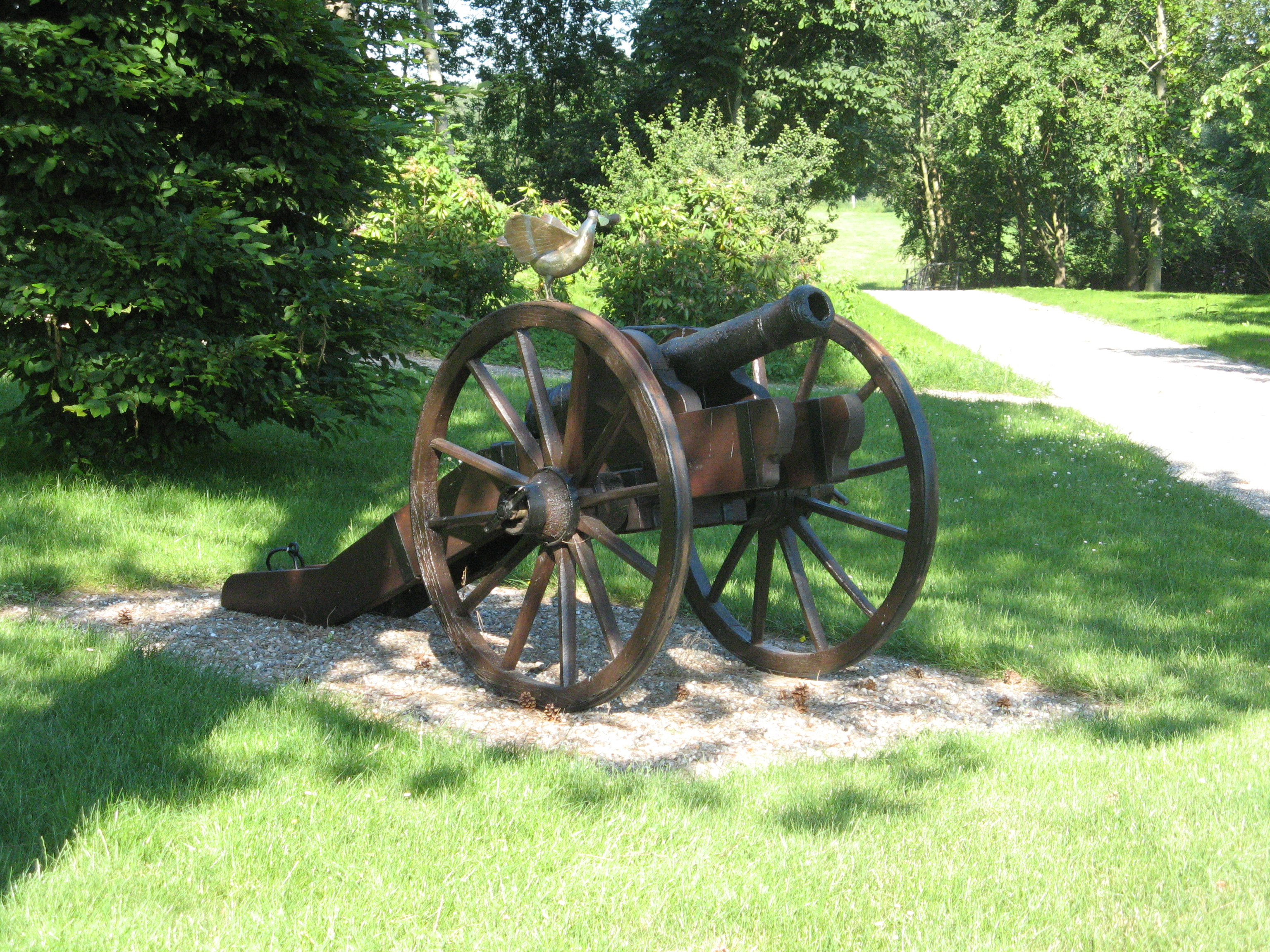